# Секирци
Секирци (мкд. Секирци) су насеље у Северној Македонији, у средишњем делу државе. Секирци припадају општини Дољнени.

## Географија
Насеље Секирци је смештено у средишњем делу Северне Македоније. Од најближег већег града, Прилепа, насеље је удаљено 25 km северозападно.
Рељеф: Секирци се налазе у северном делу Пелагоније, највеће висоравни Северне Македоније. Насељски атар је махом равничарски, без већих водотока. Северозападно од насеља издижу најјужнија брда планине Даутице, док се даље ка истоку издиже планина Бабуна. Надморска висина насеља је приближно 620 метара.
Клима у насељу је континентална.

## Историја
У месту је 1899. године православна црква, али служи свештеник Тоша Анђелковић из суседног села Слепче. У српској школи је прослављен празник Савиндан, а светосавску беседу је изговорио учитељ Танасије Поповић. Мутевелија школе био је тада мештанин Трајче Божиновић.

## Становништво
По попису становништва из 2002. године, Секирци су имали 302 становника.
Претежно становништво у етнички Македонци (100%).
Већинска вероисповест у насељу је православље.